# Trion från Belleville
Trion från Belleville (franska: Les Triplettes de Belleville) är en prisbelönt animerad film från 2003, skriven och regisserad av Sylvain Chomet. Filmen innehåller en viss dialog, men en övergripande del av handlingen berättas genom sång och pantomim.
Filmen nominerades till två Oscars, för bästa animerade film och bästa sång.

## Handling
Champion är en ensam liten pojke som adopterats av sin farmor, madame Souza. Farmodern märker att Champion är som lyckligast när han får cykla. Åren går och Champion, som med farmoderns hjälp tränat hårt för att bli en skicklig cyklist, är en dag beredd att anmäla sig till världens tuffaste tävling inom cykelsporten, Tour de France. Men under loppet blir Champion kidnappad av två mystiska män.

## Rollista
- Lina Boudreau – Rose Triplette
- Mari-Lou Gauthier – Violette Triplette
- Michèle Caucheteux – Blanche Triplette
- Béatrice Bonifassi – Trion (sång)
- Charles Prévost-Linton – sång
- Monica Viegas – madame Souza
- Jean-Claude Donda – sportkommentatorn, tiggare i Belleville
- Michel Robin – Champion (vuxen)
- Matthieu Chedid – sång (outro)